# سوبرين

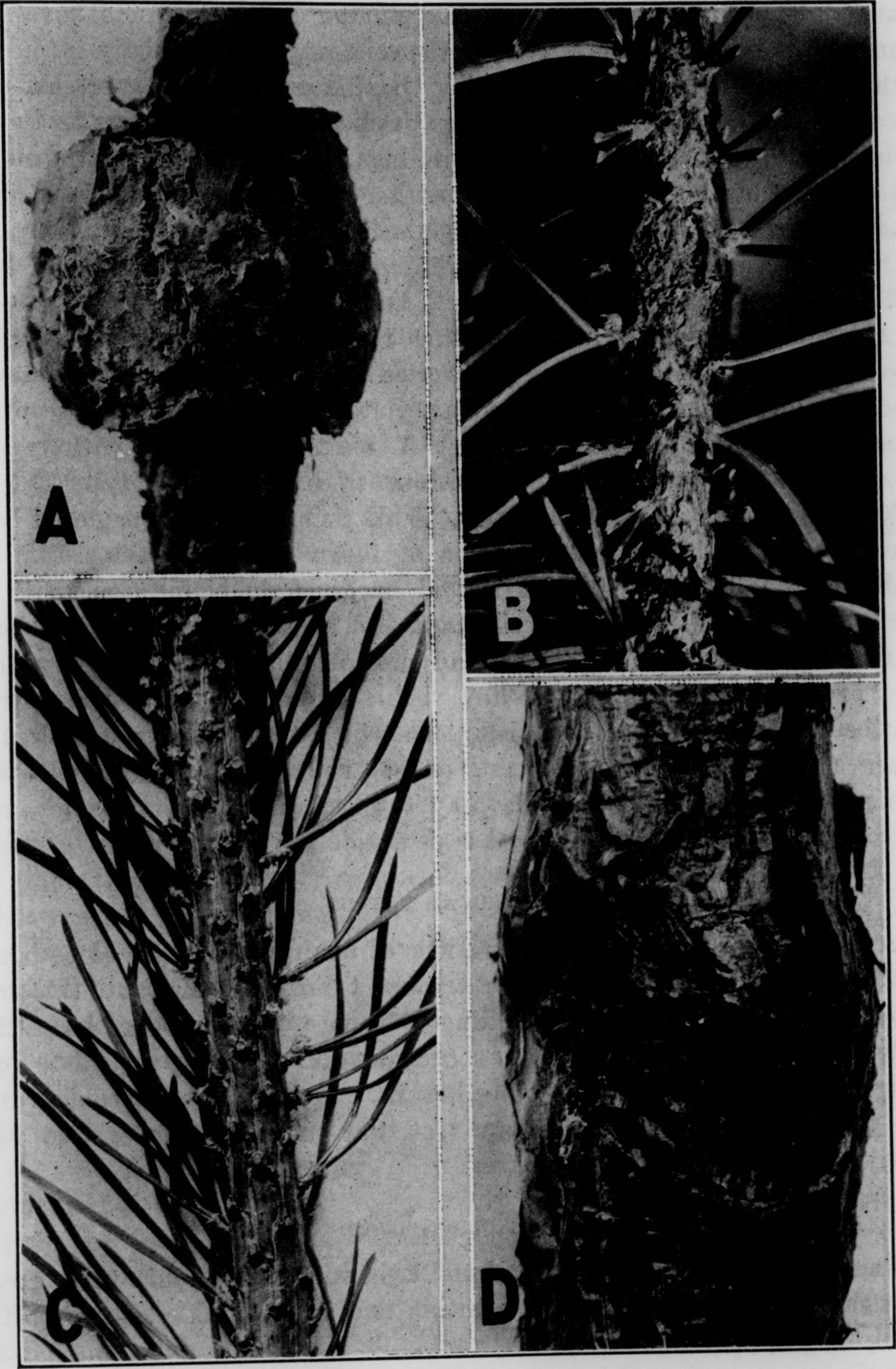

السوبرين أو الفلين (بالإنجليزية: Suberin)‏، مادة شمعية في النباتات العالية، وهي تجمع من الأحماض الدهنية والشمعية ثنائية الكربوكسيل. والسوبرين غير منفذ للماء وللغاز فهو أصم. وتحمي هذه المادة النبات من فقد الماء، وتمنع تسرب الغازات إلى داخل النبات.